# Полевич, Людмила Никифоровна
Людмила Никифоровна Полевич (род. 15.07.1938) — доярка колхоза «Рассвет» имени Орловского Кировского района Могилёвской области, полный кавалер ордена Трудовой Славы (1986).

## Биография
Родилась 15 июля 1938 года в деревне Кличевские Посёлки, ныне Кличевского района Могилёвской области Белоруссии в крестьянской семье. Белоруска.
Трудовую деятельность начала в 1957 году в районном узле связи городского поселка Кличев (с 2000 года – город). В 1959 году вышла замуж и переехала в село Мышковичи Кировского района той же области. С 1960 по 1991 год работала в колхозе «Рассвет» имени К. П. Орловского, которым руководил прославленный Кирилл Прокофьевич Орловский. Вначале работала полеводом, потом в колхозном санатории. 
В 1963 году стала дояркой. На каждую доярку приходилось по 23 головы. Большая работа велась со стадом. Пополнялось стадо высокопродуктивными тёлочками. С опытом росли трудовые показатели. В 1974 году от каждой коровы своей группы надоила по 3,5 тыс. килограммов молока.
Указами Президиума Верховного Совета СССР от 14 февраля 1975 года и от 27 декабря 1976 года Полевич Людмила Никифоровна награждена орденами Трудовой Славы 3-й и 2-й степеней.
Первый орден вручал лично председатель колхоза Василий Константинович Старовойтов. Тогда никуда за наградой не выезжали.
Продолжала так же ударно трудиться. В 1980-х годах от каждой коровы надаивала уже больше 6 тыс. кг молока, а в 1986 году – до 6700 килограммов.
Указом Президиума Верховного Совета СССР от 7 июля 1986 года за успехи, достигнутые в выполнении заданий одиннадцатой пятилетки и социалистических обязательств по производству и переработке сельскохозяйственной продукции, Полевич Людмила Никифоровна награждена орденом Славы 1-й степени. Стала полным кавалером ордена Трудовой Славы.
На заслуженный отдых ушла в 1991 году, проработав на ферме 29 лет и пять месяцев.
Избиралась депутатом районного Совета народных депутатов четырех созывов.
Почётный гражданин Кировского района.
Живёт в селе Мышковичи Кировского района.

## Награды
Награждена орденами  Трудовой Славы 1-й, 2-й, 3-й степеней:
3 ст. 14.02.1975 № 2001
2 ст. 27.12.1976 № 2453
1 ст. 07.07.1986 № 379
- медалями, в том числе золотой и серебряной медалями ВДНХ СССР, знаками «Ударник пятилетки», «Победитель социалистического соревнования»»[1].